# 895
895 (DCCCXCV) var ett normalår som började en onsdag i den julianska kalendern.

## Händelser

### Okänta datum
- Böhmen bryter sig ur Stormähren.

## Födda
- Æthelstan den ärorike, kung av Wessex 924–927 och av England 927–939
- Gaozu of av senare Handynastin
- Liu Min
- Matilda av Sachsen, drottning av Tyskland och hertiginna av Sachsen.

## Avlidna
- Álmos, högprins av Hétmagyar.
- Gudröd Hardaknutsson, kung av York (Jórvík).